# 9777 Enterprise
9777 Enterprise (1994 OB) là một tiểu hành tinh vành đai chính được phát hiện ngày 31 tháng 7 năm 1994 bởi Y. Shimizu và T. Urata ở Đài thiên văn Nachi-Katsuura.